# 協力会社
協力会社（きょうりょくがいしゃ）は、他企業や官庁などから専門的な分野の業務を委託される企業。委託先企業のことで英略語のBP（Business Partner、ビジネスパートナー）にあたる。

## 概要

### 建設業における協力会社
発注者から一式工事を受注するゼネコンに対し、建設業者から発注を受け、専門工事を行う建設業者（サブコン）を指す言葉である。
建設業におけるゼネコンは、工事施工管理の機能に特化しており、実際の建設作業は協力会社によって行われるのが一般的である。各ゼネコンは、自社が受注した工事の施工を実際に行う協力会社を構成員とする協力会組織を有する。

### 情報システム開発等における協力会社
主に人材派遣などを多用する、開発などの現場において利用される言葉である。開発に際して「発注元、受け元、請負、外注、派遣」と存在している。このうちの請負、外注、派遣といった、受け元の会社以外に所属している人間を指した総称として利用される言葉である。別の呼称として「サポート」「パートナー」といった風にされる場合もあり、受け元に対しても協力会社から「プロパー」といった風に呼称することがある。